# Meir Wilchek
Meir Wilchek (en hebreo: מאיר אשר וילצ'ק, nacido el 17 de octubre de 1935) es un bioquímico israelí. Es profesor en el Instituto Weizmann de Ciencias.

## Primeros años y educación
Meir Wilchek nació en Varsovia, Polonia, descendiente de una familia rabínica. Durante el Holocausto, escapó de los territorios ocupados por los alemanes a los territorios ocupados por Rusia, y fue trasladado a Siberia, mientras que su padre, que se desempeñaba como rabino comunitario en Varsovia, fue asesinado en el campo de concentración de Flossenbürg. Sobrevivió y emigró a Israel en 1949 con su madre y su hermana. Se graduó con B.Sc. en química de la universidad de Bar Ilan y Ph.D. en bioquímica del Instituto Weizmann de Ciencias. Wilchek ha publicado más de 400 artículos científicos y ha sido consultor de varias empresas de biotecnología. También estuvo en la lista del partido de Mafdal y Meimad para lel Knéset.

## Contribuciones científicas
Meir Wilchek es conocido por sus investigaciones en el campo del biorreconocimiento o fenómeno de afinidad, y sus diversas aplicaciones, por ejemplo, para la cromatografía de afinidad, el etiquetado de afinidad, la terapia de afinidad y el sistema avidina-biotina. El complejo avidina-biotina es la interacción de mayor afinidad en la naturaleza, y su utilización en bioquímica integra todos los enfoques anteriores.
Otras contribuciones incluyen la conversión de serinas en cisteínas, y fue el primero en demostrar experimentalmente la ecuación de Forster sobre la dependencia de la transferencia de energía en la distancia, un enfoque conocido hoy como FRET. También estudió la estructura fina de estos cromóforos mediante el dicroísmo circular. Más recientemente, participó en un equipo de investigación que estudió el funcionamiento del ajo a nivel molecular, gracias a un procedimiento biotecnológico único para producir grandes cantidades de alicina pura, el principal componente biológicamente activo del ajo.

### Cromatografía de afinidad
La cromatografía de afinidad es un método para separar mezclas bioquímicas, basado en una interacción biológica altamente específica, como la que existe entre antígeno y anticuerpo, enzima y sustrato, o receptor y ligando. El método se adoptó posteriormente para una variedad de otras técnicas. Los usos específicos de la cromatografía de afinidad incluyen la afinidad de anticuerpos, la cromatografía de afinidad de iones metálicos inmovilizados y la purificación de proteínas recombinantes, posiblemente el uso más común del método. Para la purificación, las proteínas se marcan, por ejemplo, con etiquetas His o GST (glutatión-S-transferasa), que pueden ser reconocidas por un ligando de iones metálicos, como el imidazol.
En 1971, Wilchek y sus colegas aplicaron este método para demostrar que la proteína cinasa se compone de subunidades reguladoras y catalíticas. En 1972, Wilchek demostró que el método se puede utilizar para eliminar compuestos tóxicos de la sangre, como lo demuestra la eliminación de péptidos hemo de la sangre utilizando albúmina sérica humana inmovilizada, lo que sentó las bases para la hemoperfusión moderna.

### Etiquetado de afinidad
La etiqueta de afinidad es una molécula que es similar en estructura a un sustrato particular para una enzima específica. Se considera una clase de inhibidores irreversibles. Estas moléculas modifican covalentemente los residuos del sitio activo para dilucidar su estructura. Con este método, Wilchek colaboró con un equipo que demostró que el sitio de unión de los anticuerpos se encuentra en la porción Fv de la molécula e implica tres sitios hipervariables, hoy llamados regiones determinantes de la complementariedad (CDR ).

### Terapia de afinidad
La terapia de afinidad, o inmunotoxinas, es un enfoque basado en el biorreconocimiento para administrar selectivamente un fármaco citotóxico o una toxina a una célula objetivo específica. El campo de la terapia de afinidad fue iniciado por Wilchek, junto con Michael Sela, Ester Hurwitz y Ruth Arnon. En 1975, aplicaron anticuerpos conjugados con fármacos para la administración selectiva de compuestos citotóxicos a las células cancerosas. También demostraron la ventaja de contar con un espaciador polimérico entre el anticuerpo y el fármaco y la eficacia de conjugar polímeros simples como el dextrano para la administración de fármacos y la focalización. Este planteamiento fue adoptado posteriormente por otros y acabó conduciendo a un tratamiento eficaz del cáncer de mama humano mediante el anticuerpo humanizado recombinante anti-HER2 (Herceptin) en una mezcla con paclitaxel y doxorrubicina. En 2003, Wilchek colaboró en un equipo que introdujo un sistema basado en la terapia de profármacos enzimáticos dirigida por anticuerpos (ADEPT), utilizando aliinasa conjugada con anticuerpos para producir un agente citotóxico, la alicina, in situ (en el lugar) del cáncer.

### El sistema avidina-biotina
El sistema avidina-biotina es una técnica que permite estudiar la interacción entre dos biomoléculas de forma indirecta, de la siguiente manera: La biotina se acopla químicamente a una molécula aglutinante (por ejemplo, una proteína, ADN, hormona, etc.) sin perturbar la interacción con su molécula diana; a continuación, se utiliza la avidina para "intercalar" entre el aglutinante biotinilado y una molécula informadora o sonda. Esto permite realizar diversas tareas, como la localización e identificación del ligante o de la molécula diana. En consecuencia, el sistema de avidina-biotina puede sustituir con frecuencia a las sondas radiactivas. 
Junto con Ed Bayer, Wilchek estableció el sistema de avidina-biotina como una poderosa herramienta en las ciencias biológicas. A principios de la década de 1970, explotaron la avidina como sonda y desarrollaron nuevos métodos y reactivos para biotinilar anticuerpos y otras biomoléculas. Hoy en día, el sistema se aplica en la investigación y el diagnóstico, así como en dispositivos médicos y productos farmacéuticos. Algunos ejemplos son los ensayos western blot, ELISA, ELISPOT y pull-down. Más recientemente, Wilchek participó en estudios estructurales del complejo avidina-biotina, para caracterizar las propiedades únicas de esta fuerte interacción. Los estudios han culminado con la determinación de la estructura tridimensional del complejo avidina-biotina mediante cristalografía de rayos X, lo que ayuda a diseñar sitios de reconocimiento artificiales específicos.

## Honores y premios
- 1981–1982 Becario internacional Fogarty
- 1981 Miembro Honorario de la Sociedad Americana de Química Biológica
- 1984 Premio Rothschild de Química
- 1987 Premio Wolf de Medicina, junto con Pedro Cuatrecasas, "por la invención y desarrollo de la cromatografía de afinidad y sus aplicaciones a las ciencias biomédicas".
- 1987 Premio Pierce de tecnología de biorreconocimiento
- 1988 Miembro electo de la Academia de Ciencias y Humanidades de Israel
- 1989 Doctor en Ciencias, honoris causa, Universidad de Waterloo, Canadá
- 1989 Profesor Barnett, Universidad Northeastern, Boston
- 1990 Premio Israel, en ciencias de la vida[15]
- 1990 Premio Sarstedt (Numbrecht, Alemania)
- 1993 Miembro Asociado Extranjero, Instituto de Medicina, Academia Nacional de Ciencias, EE. UU.
- 1995 Doctor en Ciencias, honoris causa, Universidad Bar Ilan, Israel
- 1996 Premio Internacional al Químico Clínico Distinguido, Federación Internacional de Química Clínica (IFCC)
- 2000 Doctor en Ciencias, honoris causa, Universidad Jyvaskyla, Finlandia
- 2000 Doctorado honoris causa, Universidad Ben-Gurion del Negev
- 2002 Ciudadano Honorario, Ciudad de Rehovot, Israel
- 2004 Medalla Wilhelm Exner.[16]
- 2004 Premio Christian B. Anfinsen de The Protein Society
- 2004 Medalla Wilhelm-Exner, OGV, Presidente de Austria
- Premio Emet 2005, presentado por el primer ministro de Israel